# NSTG Bodenbach
Die NSTG Bodenbach, vollständig Nationalsozialistische Turngemeinde Bodenbach, war ein deutscher Sportverein aus Bodenbach im Reichsgau Sudetenland, dem heutigen Děčíner Stadtteil Podmokly.

## Geschichte
Die NSTG Bodenbach entstand 1939 als Zusammenschluss der örtlichen Vereine in Bodenbach, darunter auch der SV Bodenbach. Die Mannschaft schaffte 1942 den Aufstieg in die Gauliga Sudetenland. In der Spielzeit 1942/43 erreichte sie in der Gruppe Mitte als Tabellenvierter den Klassenerhalt. In der folgenden Spielzeit trat der Klub in der Gruppe II an. Nach einem fünften Platz fand in der folgenden Spielzeit kein Spielbetrieb mehr statt. 1945 erlosch der Verein.